# Ricardo Darín
Ricardo Darín (Buenos Aires, 16 de gener de 1957) és un actor, director i guionista argentí destacat per les seves interpretacions en pel·lícules com Nueve reinas, El hijo de la novia, Luna de Avellaneda, El aura, El secreto de sus ojos (guanyadora de l'Oscar a la millor pel·lícula de parla no anglesa) i Carancho. Fent ús d'una naturalitat molt devastadora (que elabora amb complexa tècnica), catapulta cada personatge amb construccions molt diferenciades. És el germà gran de l'actriu Alejandra Darín.

## Biografia
Ricardo Darín va néixer el 16 de gener de 1957 a Buenos Aires, provinent d'una família molt unida al món de l'espectacle. Amb deu anys, Darín debuta al teatre al costat dels seus pares, Ricardo Darín i Renée Roxana. Malgrat la seva notable tasca, Darín mai no va fer classes de teatre. Als setze anys aconsegueix una estabilitat dins del món de la televisió argentina en programes com "Alta Comedia" o "Estación Retiro". Sota les ordres de Alberto Migré, realitzador argentí de telenovel·les, aconsegueix una popularitat considerable en ser protagonista en algunes de les seves produccions.
En la dècada dels 80, i encara al costat de Migré, Darín salta definitivament a la fama com a part dels "galancitos", un grup de joves actors que van traslladar èxits televisius al món del teatre. Els galancitos aconsegueixen una fama increïble i milers de seguidors es reparteixen per tot Argentina, fent de cada representació un complet èxit. Lluny de quedar-se estancat en rols de galant, els 90 té el seu més gran triomf al món de la televisió com a còmic, compartint cartell al costat de Luis Brandoni en la sèrie "Mi cuñado", remake d'una sèrie de la dècada dels 60.
Malgrat el seu treball constant en el món de la televisió, Darín mai no abandona el teatre i continua realitzant obres com Sugar, Extraña pareja, Taxi, Algo en común i Art. Entra discretament al món de la pantalla gran apareixent en pel·lícules destinades, sobretot, al públic jove com He nacido en la ribera, Así es la vida, La rabona, Los éxitos del amor, La carpa del amor, La discoteca del amor o La canción de Buenos Aires. Intenta un canvi cap a un registre dins del món del cinema i arriben noves pel·lícules, El desquite, Revancha de un amigo o La Rosales, però el veritable èxit de Darín tardaria una mica més de temps a arribar.
La crítica es fixa en Darín i el lloa amb el seu paper al film Perdido por perdido, dirigida pel debutant Alberto Lecchi. Més tard participa en El faro, de Eduardo Mignogna i protagonitza El mismo amor, la misma lluvia de Juan José Campanella, sent una altra vegada el seu paper digne d'elogi. Però el seu salt definitiu l'aconsegueix amb el seu paper de Marcos, un lladre de poca importància en una Argentina que comença a agonitzar econòmicament, a la pel·lícula Nueve reinas. Darín brilla enormement en aquest film que coprotagonitza al costat de Gastón Pauls i aconsegueix, finalment, un nom de pes en la indústria cinematogràfica argentina.
Després del gran èxit de Nueve reinas Ricardo té un petit, però efectiu, paper el 2001 de nou a les ordres de Mignogna a la pel·lícula La fuga. Aquell mateix any seria protagonista de El hijo de la novia, al costat d'actors com Natalia Verbeke, Héctor Alterio o Norma Aleandro. La pel·lícula va ser un altre gran èxit de taquilla i crítica, portant-la a ser nominada com a "Millor pel·lícula de parla no anglesa" en l'edició de l'any 2002 dels Oscar.
En el 2004 va actuar en Luna de Avellaneda i a El aura va encarnar el rol d'un taxidermista amb memòria fotogràfica embolicat en un embolic del qual no volia formar part.
El 2006 li va ser concedida, al costat de Juan José Campanella la nacionalitat espanyola per carta de naturalesa, una concessió especial a persones de particulars mèrits.
El 2007 va participar en XXY, que el mostra com l'acomplexat pare d'una adolescent de quinze anys hermafrodita. El mateix any, protagonitza i fa el seu debut com a director amb La señalcontinuant el projecte deixat a mitges per Eduardo Mignogna després de la seva mort.
El 2009 al costat de Soledad Villamil i Guillermo Francella protagonitza El secreto de sus ojos, pel·lícula dramàtica de Juan José Campanella, guardonada amb l'Oscar a la millor pel·lícula de parla no anglesa en la 82a edició dels premis.
El 2010 s'estrena Carancho, pel·lícula que protagonitza al costat de Martina Gusmán sota la direcció de Pablo Trapero, personificant un poc escrupolós advocat. A més va tornar a treballar amb Susana Giménez per coprotagonitzar una sèrie de comercials de Frávega.
El 2011 protagonitza al costat de Muriel Santa Ana i Ignacio Huang, Un cuento chino, pel·lícula de comèdia dirigida per Sebastián Borensztein, amb un gran èxit de taquilla a pocs dies de l'estrena. Aquest mateix any rep el Premi Konex de Platí al Millor Actor de Cinema i el Konex de Brillante a la Major Figura de l'Espectacle Argentí de la dècada 2001-2010.

## Filmografia

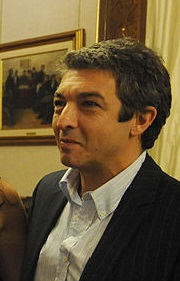
Ricardo a la Casa Rosada el 18 de març de 2010, durant la recepció de l'equip de El secreto de sus ojos.

### Cinema
| Any  | Pel·lícula                     | Personatge           | Director                           |
| ---- | ------------------------------ | -------------------- | ---------------------------------- |
| 1969 | La culpa                       | Federico Ramírez     |                                    |
| 1972 | He nacido en la ribera         | Miguel Notari        | Catrano Catrani                    |
| 1977 | Así es la vida                 | Rogelio González     | Enrique Carreras                   |
| 1977 | La nueva cigarra               |                      | Fernando Siro                      |
| 1978 | La rabona                      |                      | Mario David                        |
| 1978 | La fiesta de todos             |                      | Sergio Renán                       |
| 1979 | Los éxitos del amor            |                      | Fernando Siro                      |
| 1979 | La carpa del amor              |                      | Julio Porter                       |
| 1979 | Juventud sin barreras          |                      | Ricardo Montes                     |
| 1979 | La playa del amor              | Ricardo              | Adolfo Aristarain                  |
| 1980 | La canción de Buenos Aires     | Juan González        | Fernando Siro                      |
| 1980 | La discoteca del amor          | Eddie Ulmer          | Adolfo Aristarain                  |
| 1981 | Abierto día y noche            |                      | Fernando Ayala                     |
| 1983 | El desquite                    | Silvio               | Juan Carlos Desanzo                |
| 1984 | La Rosales                     |                      | David Lipszyc                      |
| 1986 | La desconeguda (The Stranger)  | Clark Whistler       | Adolfo Aristarain                  |
| 1986 | Te amo                         | Germán               | Eduardo Calcagno                   |
| 1986 | Expreso a la emboscada         | Tinent Lamas         | Gilles Béhat                       |
| 1987 | Revancha de un amigo           | Ariel Llanarte       | Santiago Carlos Oves               |
| 1993 | Perdido por perdido            | Ernesto Vidal        | Alberto Lecchi                     |
| 1998 | El faro                        | Andy                 | Eduardo Mignogna                   |
| 1999 | El mismo amor, la misma lluvia | Jorge Pellegrini     | Juan José Campanella               |
| 2000 | Nueve reinas                   | Marcos               | Fabián Bielinsky                   |
| 2001 | La fuga                        | Domingo Santaló      | Eduardo Mignogna                   |
| 2001 | El hijo de la novia            | Rafael Belvedere     | Juan José Campanella               |
| 2001 | Un tipo corriente)             | Samy Goldstein       | Eduardo Milewicz                   |
| 2002 | Kamchatka                      | Papà "David Vicente" | Marcelo Piñeyro                    |
| 2004 | Luna de Avellaneda             | Román Maldonado      | Juan José Campanella               |
| 2005 | El aura                        | Esteban Espinosa     | Fabián Bielinsky                   |
| 2006 | La educación de las hadas      | Nicolás              | José Luis Cuerda                   |
| 2007 | XXY                            | Kraken               | Lucía Puenzo                       |
| 2007 | La señal                       | Corvalán             | Ricardo Darín                      |
| 2008 | Amorosa soledad                | Padre de Soledad     | Victoria Galardi - Martín Carranza |
| 2009 | El secreto de sus ojos         | Benjamín Esposito    | Juan José Campanella               |
| 2009 | El baile de la victoria        | Nicolás Vergara Grey | Fernando Trueba                    |
| 2010 | Carancho                       | Sosa                 | Pablo Trapero                      |
| 2011 | Un cuento chino                | Roberto              | Sebastián Borensztein              |
| 2011 | El destino del Lukong          | Ricardo Darín        | Luca Abys                          |
| 2011 | En fuera de juego              | Coco                 | David Marqués                      |
| 2012 | Delirium Argentinum            | Ricardo Darín        | Carlos Kaimakamián                 |
| 2012 | Elefante blanco                | Julián               | Pablo Trapero                      |
| 2012 | Una pistola a cada mà          | G.                   | Cesc Gay                           |
| 2012 | Tesis sobre un homicidio       | Roberto Bermúdez     | Hernán Goldfrid                    |
| 2013 | Séptimo                        |                      | Patxi Amezcua                      |
| 2014 | Relatos salvajes               | Simón Fisher         | Damián Szifron                     |
| 2014 | Delirium                       | ell mateix           | Carlos Kaimakamian Carrau          |
| 2015 | Truman                         | Julián               | Cesc Gay                           |
| 2016 | Kóblic                         | Tomás Kóblic         | Sebastián Borensztein              |
| 2017 | Nieve Negra                    | Salvador             | Martín Hodara                      |
| 2017 | La cordillera                  | Hernán Blanco        | Santiago Mitre                     |
| 2018 | Todos lo saben                 | TBA                  | Asghar Farhadi                     |
| 2018 | Amor a última vista            | Marcos               | Juan Vera                          |

### Telenovel·les
| Any  | Telenovel·la                  | Personatge                | Canal      |
| ---- | ----------------------------- | ------------------------- | ---------- |
| 1977 | El tema es el amor            |                           | El Trece   |
| 1978 | Vos y yo, toda la vida        | Federico                  | El Trece   |
| 1978 | Una escalera al cielo         | Tito                      | Canal 9    |
| 1980 | Casa de muñecas               | Ivar Helmer               | El Trece   |
| 1981 | Un día 32 en San Telmo        | Fernando                  | Canal 9    |
| 1981 | Me caso con vos               | Ricardo                   | Canal 9    |
| 1982 | El conventillo de la Paloma   |                           | TVP        |
| 1983 | Nosotros y los miedos         |                           | El Trece   |
| 1983 | Compromiso                    |                           | El Trece   |
| 1983 | Mi chanta favorito            |                           | El Trece   |
| 1984 | Historia de un trepador       |                           | El Trece   |
| 1985 | Los exclusivos del 11         |                           | Telefe     |
| 1985 | Los 16 de Gabriela            | Rosauro Carriquiriborde   | TVP        |
| 1986 | Pasión y poder                | Paulino Montenegro Godoy  | TVP        |
| 1987 | Estrellita mía                | Juanjo                    | Telefe     |
| 1989 | Rebelde                       | Alex Alonso               | Canal 9    |
| 1991 | Buenos Aires, háblame de amor | Bruno Santoro             | TVP        |
| 1992 | Mi otro yo                    | El chofer                 | El Trece   |
| 1993 | Mi cuñado                     | Federico "Chiqui" Fornari | Telefe     |
| 1998 | Chiquititas                   | Eduardo                   | Telefe     |
| 1999 | La mujer del presidente       | Agustín Moyano            | Telefe     |
| 2000 | Tiempo final                  | Juan                      | Telefe     |
| 2000 | Por ese palpitar              |                           | América TV |
| 2010 | Para vestir santos            | Participación especial    | El Trece   |
| 2024 | El eternauta                  | Juan Salvo                | NETFLIX    |

## Teatre
- 1982 - Hasta mañana, si Dios quiere
- 1984 - Extraña pareja
- 1985 - Taxi
- 1986/1987 - Sugar
- 1990 - Rumores
- 1991 - Necesito un tenor
- 1994/1995 - Pizzaman
- 1995/1996 - Algo en común
- 1998/2004 - Art
- 2003 - La madre de… (voz en off)
- 2005/2006 - Art
- 2008/2009/2010 - Art
- 2010–2011: Un cuento chino
- 2013–2024: Escenas de la vida conyugal
- 2024: Art (director)

## Premis i distincions
- Ciudadano ilustre de la Ciudad de Buenos Aires 2011

- Cóndor de Plata
  - 2000 Millor actor protagonista per: El mismo amor, la misma lluvia
  - 2001 Millor actor protagonista per: Nueve reinas
  - 2002 Millor actor protagonista per: El hijo de la novia
  - 2006 Millor actor protagonista per: El aura
  - 2010 Millor actor protagonista per: El secreto de sus ojos

- Premis Goya
  - 2009: Premi Goya al millor actor per El secreto de sus ojos (nominat)
  - 2009: Premi Goya al millor actor secundari per El baile de la Victoria (nominat)
  - 2014: Premi Goya al millor actor per Relatos salvajes (nominat)
  - 2015: Premi Goya al millor actor per Truman (guanyador)

- Festival de Cine Latinoamericano de Biarritz
  - 2001 Millor actor per: Nueve reinas

- Premi Sant Jordi
  - 2000 Millor actor estranger per: Nueve reinas
  - 2001 Millor actor estranger per: La fuga
  - 2002 Millor actor estranger per: El hijo de la novia

- Setmana Internacional de Cinema de Valladolid
  - 2004 Millor Actor por: Luna de Avellaneda

- Premis Clarín
  - 2000 A la Figura de l'any
  - 2000 Millor actor per: Nueve reinas
  - 2005 Millor actor per: El aura
  - 2009 Millor actor per: El secreto de sus ojos